# Leptogaster upembana
Leptogaster upembana là một loài ruồi trong họ Asilidae. Leptogaster upembana được Janssens miêu tả năm 1954. Loài này phân bố ở vùng nhiệt đới châu Phi.